# Займище (Пензенская область)
Займище — посёлок в Башмаковском районе Пензенской области. Входит в состав Подгорнского сельсовета. На 2025 год является заброшенным. 

## География
Расположен в 5 км к северо-западу от центра сельсовета села Подгорное.

## История
Основан в конце 20-х годов XX века.

## Население
| 2010 |
| ---- |
| 0    |